# 2016年西安客车劫持纵火案
2016年4月28日陕西西安长途客车被劫持纵火案，是2016年4月28日在中国陕西省西安市福银高速蓝田段发生的一起长途客车被劫持纵火案。案件造成8人死亡5人受伤。

## 简介
2016年4月28日12时40分许，在西安市福银高速蓝田段草坪隧道口前方200米之处，一辆牌号为陕AG7597的长途客车起火，导致8人死亡、5人受伤。经过公安机关初步勘查，这是一起劫持纵火刑事案件。接到报案后，中共陕西省委书记娄勤俭、陕西省人民政府省长胡和平当即作出批示。按照中共陕西省委、陕西省人民政府安排，中共陕西省委常委、中共西安市委书记魏民洲，陕西省人民政府副省长杜航伟，西安市市长上官吉庆当即赶往事发现场，指挥救援处置工作。
案件发生后，网上流传消息称，该案是由东突人员发动的恐怖袭击。但该消息并未获得官方证实，通报中仅将此案称为“刑事案件”。